# Малоархангельське сільське поселення
Ма́лоарха́нгельське сільське поселення (рос. Малоархангельское сельское поселение) — сільське поселення у складі Красночикойського району Забайкальського краю Росії.
Адміністративний центр та єдиний населений пункт — село Малоархангельськ.

## Населення
Населення сільського поселення становить 948 осіб (2019; 947 у 2010, 992 у 2002).